# Таджура (город)

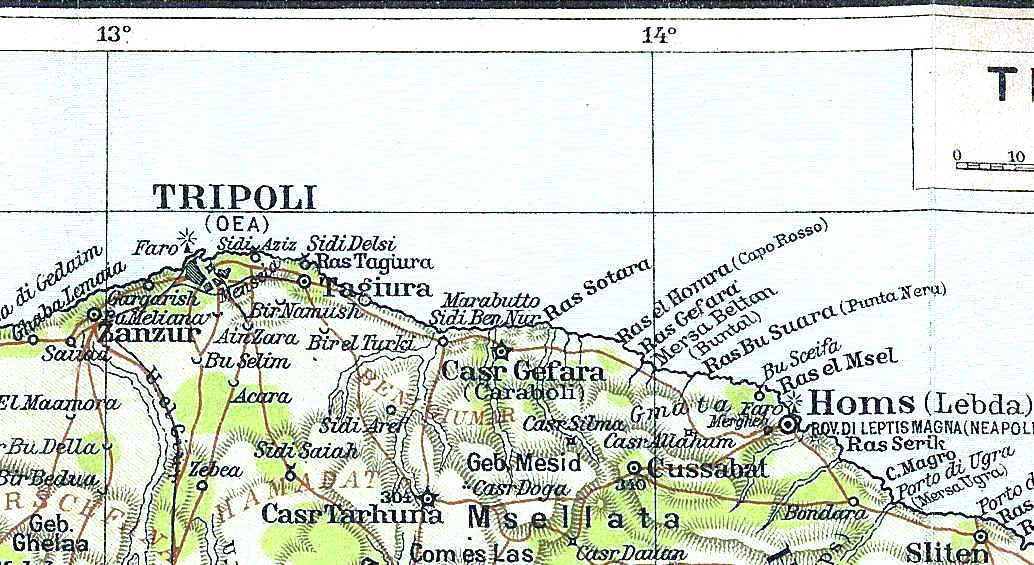
Карта 1913 года.

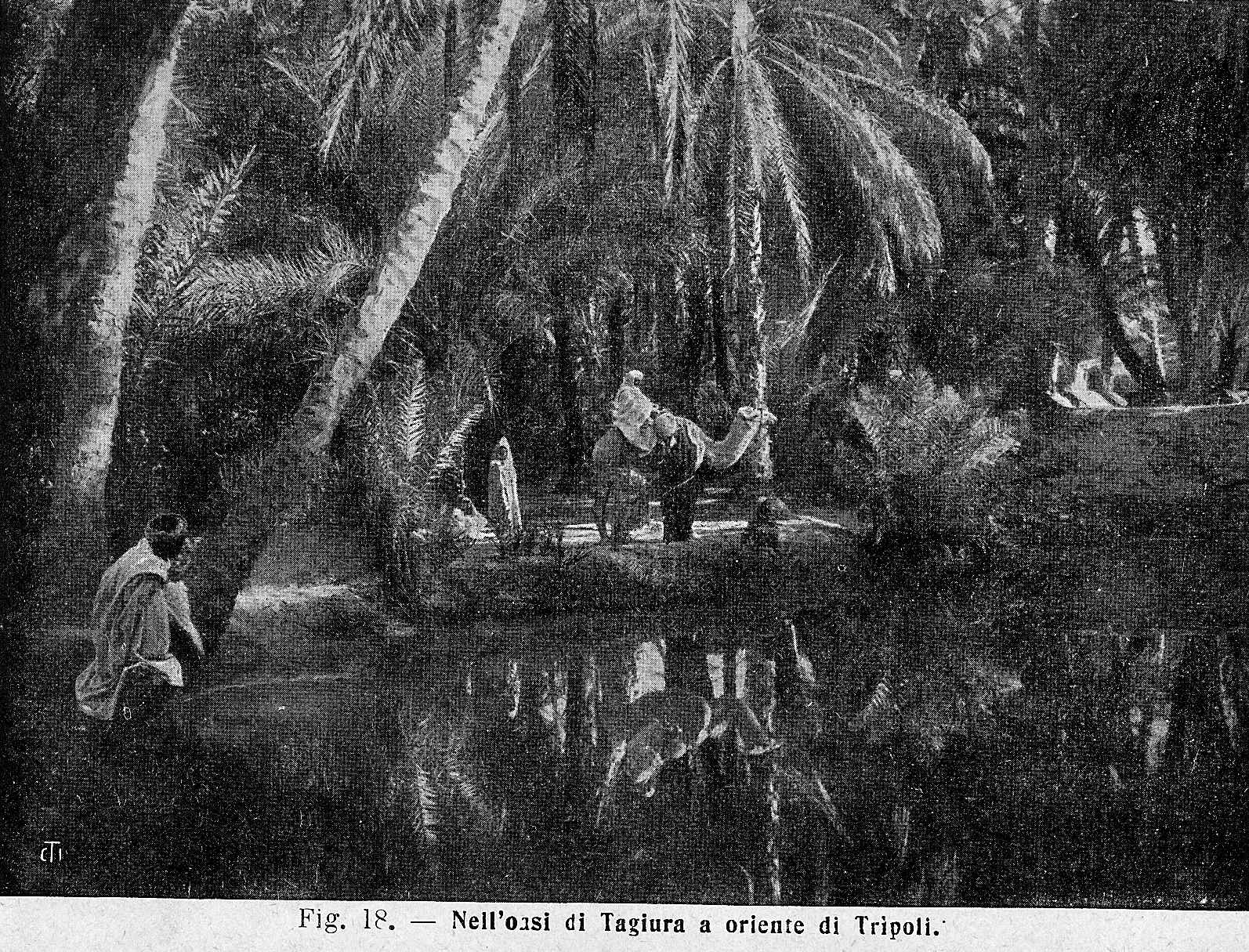
Таджура в 1913 году.

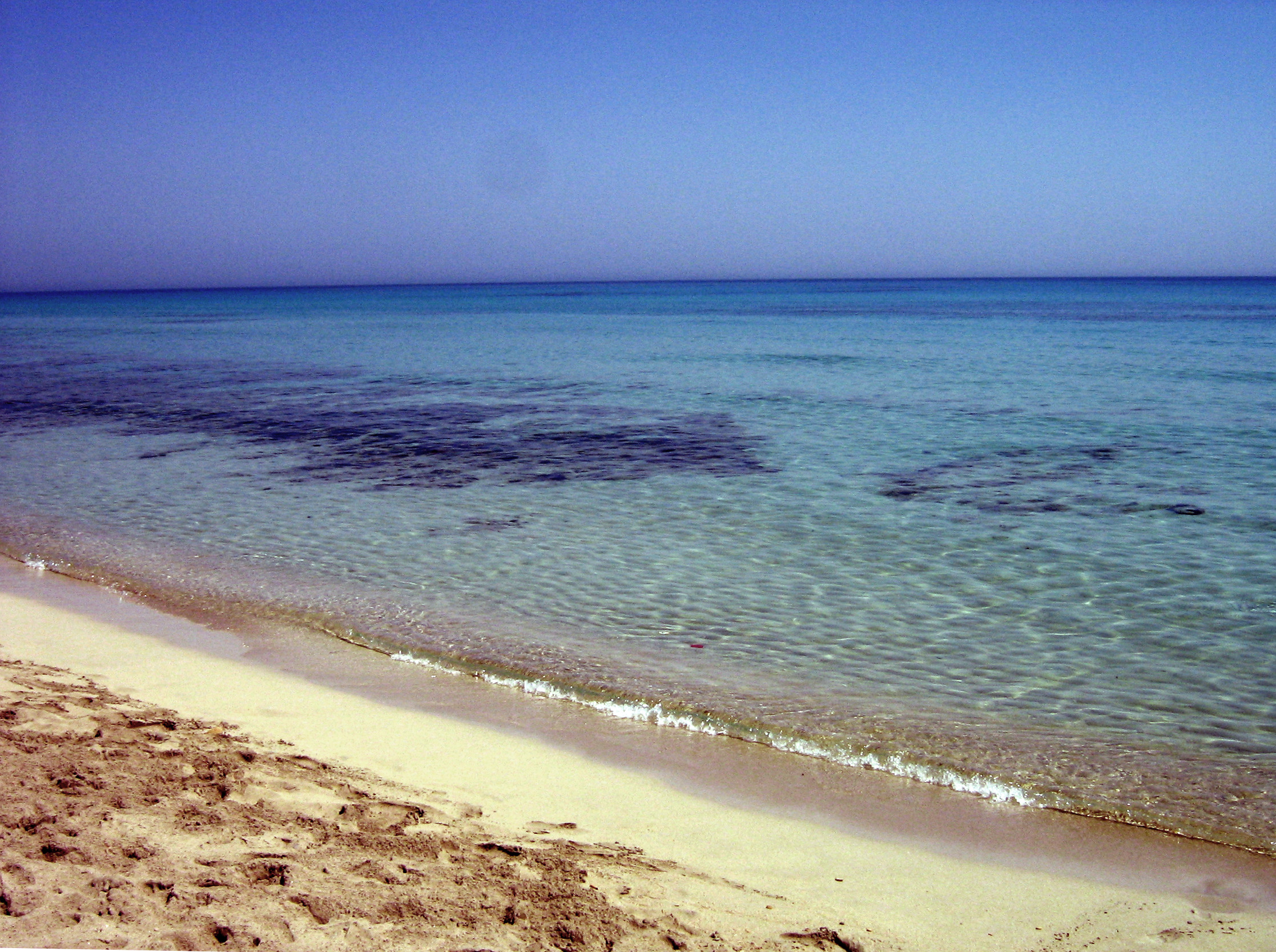
Пляж в Таджуре.

Таджура (Тажура) (араб. تاجوراء‎) — город в муниципалитете Таджура-ва-Эль-Навахи-Эль-Арба в Ливии с центром в Триполи. С 2001 по 2007 годы Таджура была центром муниципалитета Таджура-ва-Эль-Навахи-Эль-Арба.

## Происхождение названия
По давней легенде название Таджура возникло в то время, когда прекрасная принцесса по имени Ура правила городом. Однажды она потеряла корону, на арабском языке Тадж, и приказала своим подданным найти её. Люди начали искать корону с криками Тадж Ура, но так и не нашли её. С тех пор место получило название Таджура.
Наиболее привлекательным для туристов в Таджуре являются прекрасные средиземноморские пляжи.

## Центр ядерных исследований
В Таджуре находится построенный с помощью Советского Союза Центр ядерных исследований (NRC) ныне REWDRC (Renewable Energy and Water Desalination Research Centre). С 1983 года в REWDRC работает ядерный реактор мощностью 10 мегаватт и термоядерная установка Т-4М (токамак).
Центр ядерных исследований в Таджуре имеет все условия для исследований во всех отраслях фундаментальной и прикладной науки с приоритетом на использование ядерной энергии в мирных целях, использование возобновляемых источников энергии и опреснения воды.
Центр был основан в 1983 году под названием Tajoura Nuclear Research Center (ТNRC). Задачей центра является проведение фундаментальных и прикладных исследований в области мирного использования ядерной энергии. Когда в состав центра вошли научно-исследовательский центр опреснения воды (Water Desalination Treatment Research Center) и Центр научных исследований Солнца (Solar Studies Center), он получил название Renewable Energy and Water Desalination Research Centre (REWDRC). Проводятся исследования в следующих областях науки:
- Мирное использование ядерных технологий
- Прикладные технологии возобновляемых источников энергии
- Технология опреснение воды
- Предоставление научно-технических услуг специалистами центра
- Поддержка системы образования

### Специализация
1. Основные инструменты исследований — 10 МВт исследовательский реактор, критическая установка, нейтронный генератор, и «Токамак» ТМ-4 со всем необходимым оборудованием и приборами.
2. Радиохимическая лаборатория по производству радиоактивных изотопов для использования в сельском хозяйстве, медицине, геологии и биологии.
3. Фундаментальные и прикладные исследовательские лаборатории:
- научно-исследовательская лаборатория ядерной физики
- научно-исследовательская лаборатория физики твердого тела
- лаборатория нейтронной физики
- Институт материаловедения и инженерная лаборатория
- лаборатория радиационной биофизики
- лаборатория масс-спектрометрии
- лаборатория активационного анализа
- нейтронный генератор

### Объекты инфраструктуры
- компьютерные и электронные семинары и испытательные лаборатории, склад запасных частей, библиотека и информационный центр, конференц-залы, кафе и т. д.
- водоснабжение, электросети, газоснабжение, средства связи и транспорт, подразделения радиационного мониторинга и контроля, вентиляции и кондиционирования воздуха, отходов и утилизации, пожарная часть и т. д.
- медицинская часть, охрана и безопасность и административные подразделения.

### Подразделения
- Институт физики
- Институт химии
- Компьютерный отдел